# Герберт Фішер (генерал)
Герберт Фішер (нім. Herbert Fischer; 12 жовтня 1882, Штутгарт — 23 жовтня 1939, Берлін) — німецький воєначальник і дипломат, генерал піхоти запасу вермахту.

## Біографія
22 березня 1901 року вступив в гренадерський полк «Королева Ольга» (1-й Вюртемберзький) № 119 Вюртемберзької армії. З 1 жовтня 1905 по 28 лютого 1906 року навчався у військовій гімназії. З 1 лютого 1909 року — ад'ютант 1-го батальйону свого полку, з 1 жовтня 1912 року — полковий ад'ютант. З 3 серпня 1914 року служив у німецькій військовій місії в Османській імперії, де провів всю Першу світову війну. 20 лютого 1919 року повернувся в Німеччину і був переданий в розпорядження сухопутних військ.
24 листопада 1919 року направлений в Імперське військове міністерство. З 1 жовтня 1920 року — ад'ютант начальника командування сухопутних військ Ганса фон Зекта. З 1 жовтня 1921 року — командир 2-ї роти 6-го піхотного полку. З 1 січня 1924 року знову служив в ІВМ. З 1 лютого 1928 року — командир 1-го батальйону 17-го піхотного полку, з 1 квітня 1930 року служив в штабі полку. З 1 листопада 1930 року — начальник відділу іноземних армій ІВМ. З 1 квітня 1933 року — військовий аташе в Будапешті зі штаб-квартирою в Римі. З 6 квітня 1936 року — командир 31-ї піхотної дивізії. 20 квітня 1937 року переданий в розпорядження головнокомандувача сухопутних військ. 31 жовтня 1937 року звільнений у відставку. Таємно був відправлений в легіон «Кондор», де очолив групу абверу при 88-й бомбардувальній групі, яка забезпечувала розвідувальну підтримку при розгортанні німецьких бомбардувальних ескадр для придушення Іспанської республіки.

## Військові звання
- Лейтенант (22 березня 1901)
- Оберлейтенант (16 червня 1910)
- Гауптман (8 жовтня 1914)
- Майор (1 лютого 1924)
- Оберстлейтенант (1 жовтня 1929)
- Оберст (1 квітня 1931)
- Генерал-майор (1 квітня 1934)
- Генерал-лейтенант (1 грудня 1935)
- Генерал піхоти запасу (31 жовтня 1937)

## Нагороди
- Залізний хрест 2-го і 1-го класу
- Орден Альберта (Саксонія), лицарський хрест 1-го класу з мечами
- Орден Фрідріха (Вюртемберг), лицарський хрест 1-го класу з мечами
- Орден «За військові заслуги» (Вюртемберг), лицарський хрест
- Хрест «За військові заслуги» (Брауншвейг) 2-го класу
- Військовий хрест Фрідріха-Августа (Ольденбург) 2-го і 1-го класу
- Ганзейський хрест (Любек)
- Хрест «За військові заслуги» (Австро-Угорщина) 3-го класу з військовою відзнакою
- Срібна медаль «Імтіяз» з шаблями (Османська імперія)
- Орден Меджида 3-го класу з шаблями (Османська імперія)
- Срібна медаль «Ліякат» з шаблями (Османська імперія)
- Галліполійська зірка (Османська імперія)
- Почесний хрест ветерана війни з мечами
- Медаль «За вислугу років у Вермахті» 4-го, 3-го, 2-го і 1-го класу (25 років)